# Godabanahal, Chitradurga
Godabanahal là một làng thuộc tehsil Chitradurga, huyện Chitradurga, bang Karnataka, Ấn Độ.